# Ондолшем
Ондолшем (фр. Andolsheim) насеље је и општина у источној Француској у региону Алзас, у департману Горња Рајна која припада префектури Колмар.
По подацима из 2011. године у општини је живело 2232 становника, а густина насељености је износила 192,41 становника/km². Општина се простире на површини од 11,6 km². Налази се на средњој надморској висини од 189 метара (максималној 192 m, а минималној 185 m).

## Демографија
| 1962. | 1968. | 1975. | 1982. | 1990. | 1999. | 2011. |
| ----- | ----- | ----- | ----- | ----- | ----- | ----- |
| 751   | 871   | 1.088 | 1.262 | 1.565 | 1.985 | 2.232 |

График промене броја становника у току последњих година